# Duché de Haute-Bavière
1255–1340
1349–1363
Entités précédentes :
- Duché de Bavière

Entités suivantes :
- Duché de Bavière-Landshut

Le duché de Haute-Bavière (en allemand : Herzogtum Oberbayern) est né au Moyen Âge tardif lors du premier partage du duché de Bavière en 1255. Régné par la maison de Wittelsbach, il a existé jusqu'à la réunification de la Bavière en 1340 puis de nouveau entre 1349 et 1363. 
Le duché s'étendait en suivant une large courbe de Schwandorf au nord via Ingolstadt sur le Danube jusqu'à Wasserburg et Kufstein au sud. Les ducs de Haute-Bavière résidaient à Munich.

## Histoire
La dynastie des Wittelsbach régnait sur la Bavière depuis la chute de Henri le Lion en 1180. En outre, le duc Louis « de Kehlheim » reçoit en fief le comté palatin du Rhin en 1214.

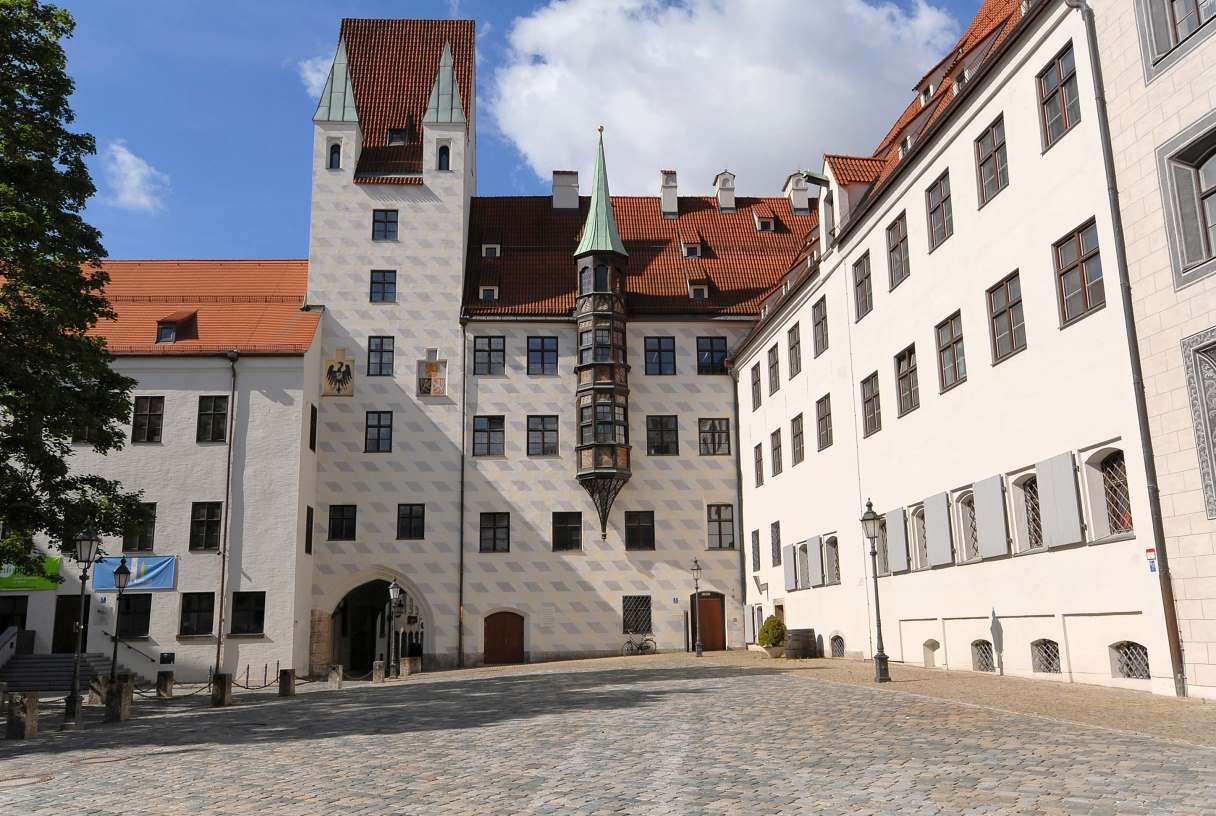
Alter Hof (« Ancienne cour ») à Munich.

Après la mort du duc Othon II « l'Illustre » en 1253, ses fils Henri XIII et Louis II « le Sévère » ont régné ensemble sur toute la Bavière et le palatinat du Rhin, jusqu'à ce qu'ils mettent en place la division territoriale de 1255, en raison de désaccords. Louis II reçoit le comté palatin ainsi que le nouveau duché de Haute-Bavière, Henri XIII le duché de Basse-Bavière résidant à Landshut. Il s'agissait de la première division bavaroise jusqu'à la réunification de la Bavière en 1340. Une autre division bavaroise éphémère est réalisé en 1349 jusqu'à la mort du duc Meinhard III en 1363. Par la suite, la Haute-Bavière est d'abord réunie au duché de Bavière-Landshut puis divisée entre le duché de Bavière-Munich et le duché de Bavière-Ingolstadt. 
La résidence des ducs à Munich était cependant « l'Ancienne Cour » (Alter Hof) qui a été construite à la fin du XIIe siècle et servit de siège des ducs de Haute-Bavière depuis 1255. C'était là où résidait le duc bavarois et empereur Louis IV. 

## Utilisation ultérieure du nom
Le duché de Bavière-Munich, qui a existé en tant que duché indépendant jusqu'à la réunification de la Bavière après la guerre de Succession de Landshut (1504/05), a été souvent appelé le duché de Haute-Bavière après l'unification du duché de Bavière-Ingolstadt en 1447 avec le duché de Bavière-Landshut. 
Le terme « duché de Haute-Bavière » est resté pour désigner les régions des deux Rentmeisterämter de Munich et Burghausen (Oberland) dans l'électorat de Bavière jusqu'à sa réorganisation en 1808 sous le comte Montgelas. Depuis 1837, il existe un district de Haute-Bavière, selon le roi Louis Ier « attribuant la dénomination des principales parties du pays à la vénérable base de l'histoire ». 

## Liste des ducs de Haute-Bavière
| nom          | règne | ascendance       |
| ------------ | --- | ---------------- |
| Louis II     | depuis 1253 Duc de Bavière et comte palatin du Rhin, 1255-1294 duc de Haute-Bavière                                                            | Fils d'Otton IV  |
| Rodolphe Ier | 1294-1317 Duc de Haute-Bavière et comte palatin du Rhin                                                                                        | Fils de Louis II |
| Louis IV     | 1294 / 1301-1340 Duc de Haute-Bavière, jusqu'en 1329 comte Palatin du Rhin, 1328-1347 empereur du Saint-Empire, 1340-1347 duc de Haute-Bavière | Fils de Louis II |
| Louis V      | 1323-1351 Margrave de Brandebourg, 1342-1361 comte du Tyrol, 1347-1349 duc de Bavière, 1349-1361 duc de Haute-Bavière                          | Fils de Louis IV |
| Louis VI     | 1347-1349 Duc de Bavière, 1349-1351 duc de Haute-Bavière, 1351-1364 / 1365 margrave de Brandebourg                                             | Fils de Louis IV |
| Otton V      | 1347-1349 et 1373-1379 duc de Bavière, 1349-1351 duc de Haute-Bavière, 1351-1373 Margrave de Brandebourg                                       | Fils de Louis IV |
| Meinhard     | 1361-1363 Duc de Haute-Bavière et comte du Tyrol                                                                                               | Fils de Louis V  |